# Санта-Барбара (остров)
Санта-Барбара (англ. Santa Barbara Island) — небольшой остров в Тихом океане в составе архипелага Чаннел около побережья Калифорнии.

## Общие сведения
Длина — 2,8 км, ширина — 2,1 км и площадь — 2,625 км². Остров является самым малым из островов Чаннел. Это самый южный остров национального парка «Чаннел-Айлендс». Наивысшая точка — пик Сигнал-Хилл (193 м). По данным переписи населения 2000 года — остров необитаем.

## История
Первым европейцем, посетившим острова Чаннел, стал португальский исследователь Хуан Родригес Кабрильо в 1542 году, однако он не оставил никаких упоминаний об острове Санта-Барбара. Спустя 60 лет, 4 декабря 1602 года, на острове побывал испанский мореплаватель Себастьян Вискаино, который и дал острову имя Санта-Барбара.

## Флора и фауна
На острове Санта-Барбара находятся лежбища большого количества морских львов и гнездовья морских птиц. На острове также находится крупнейшая колония Synthliboramphus hypoleucus, вида морских птиц, находящегося под угрозой исчезновения. Вид Synthliboramphus hypoleucus включён в список уязвимых потому, что эти птицы размножаются в основном только на этом небольшом и изолированном острове.
Санта-Барбара является родиной эндемика Dudleya traskiae — растения с сочными, мясистыми листьями.

## Фотогалерея

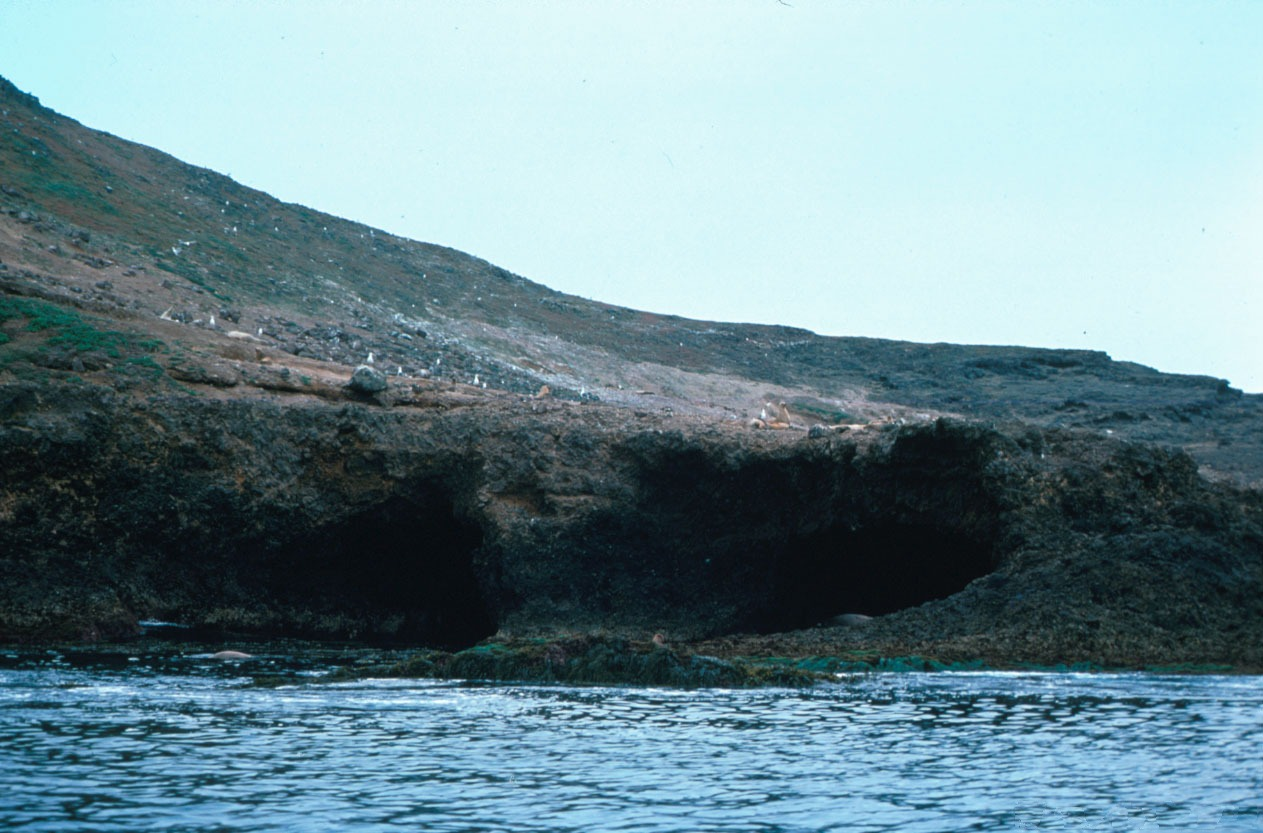
Остров Санта-Барбара
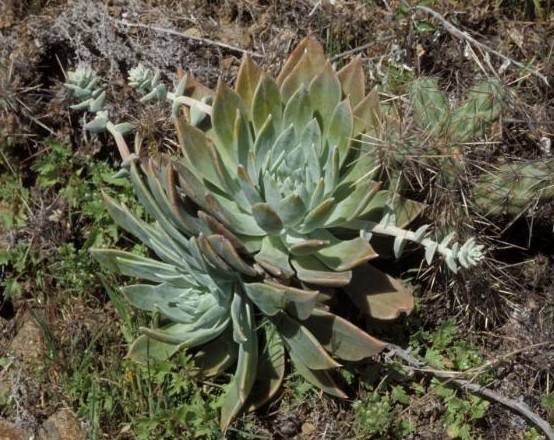
Dudleya traskiae
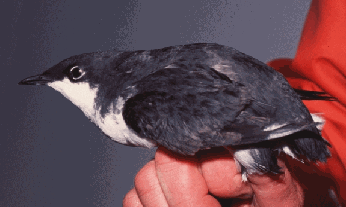
Synthliboramphus hypoleucus